# گرابووو (شهرستان گووداپ)
گرابووو (به لهستانی:  Grabowo) یک روستا در لهستان است که در گمینا گووداپ واقع شده‌است.